# Bathyaulax varipennis
Bathyaulax varipennis är en stekelart som först beskrevs av Szepligeti 1914.  Bathyaulax varipennis ingår i släktet Bathyaulax och familjen bracksteklar. Inga underarter finns listade.